# 西特涅 (埃米利奇涅區)
50°50′26″N 27°26′43″E / 50.84056°N 27.44528°E
西特涅（烏克蘭語：Ситне），是烏克蘭北部的村莊，隸屬日托米爾州的茲維亞赫爾區。該村面積0.4平方公里，海拔高度207米，2001年人口122，人口密度每平方公里308.86人。